# Strepsichlora remissa
Strepsichlora remissa är en fjärilsart som beskrevs av Louis Beethoven Prout 1916. Strepsichlora remissa ingår i släktet Strepsichlora och familjen mätare. Inga underarter finns listade i Catalogue of Life.